# Parkinsonia praecox
Parkinsonia praecox là một loài thực vật có hoa trong họ Đậu. Loài này được (Ruiz & Pav.) Hawkins miêu tả khoa học đầu tiên.

## Hình ảnh

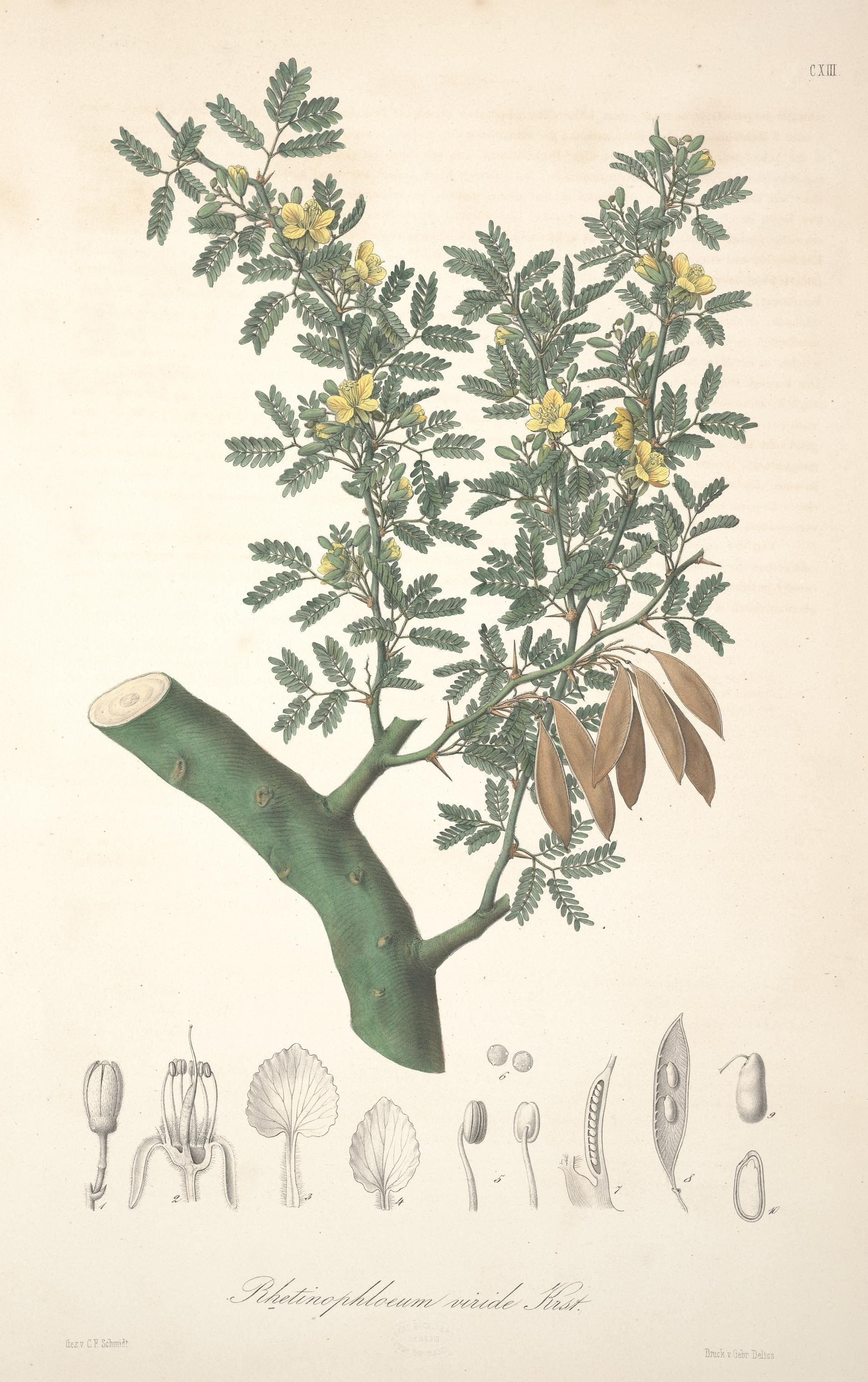
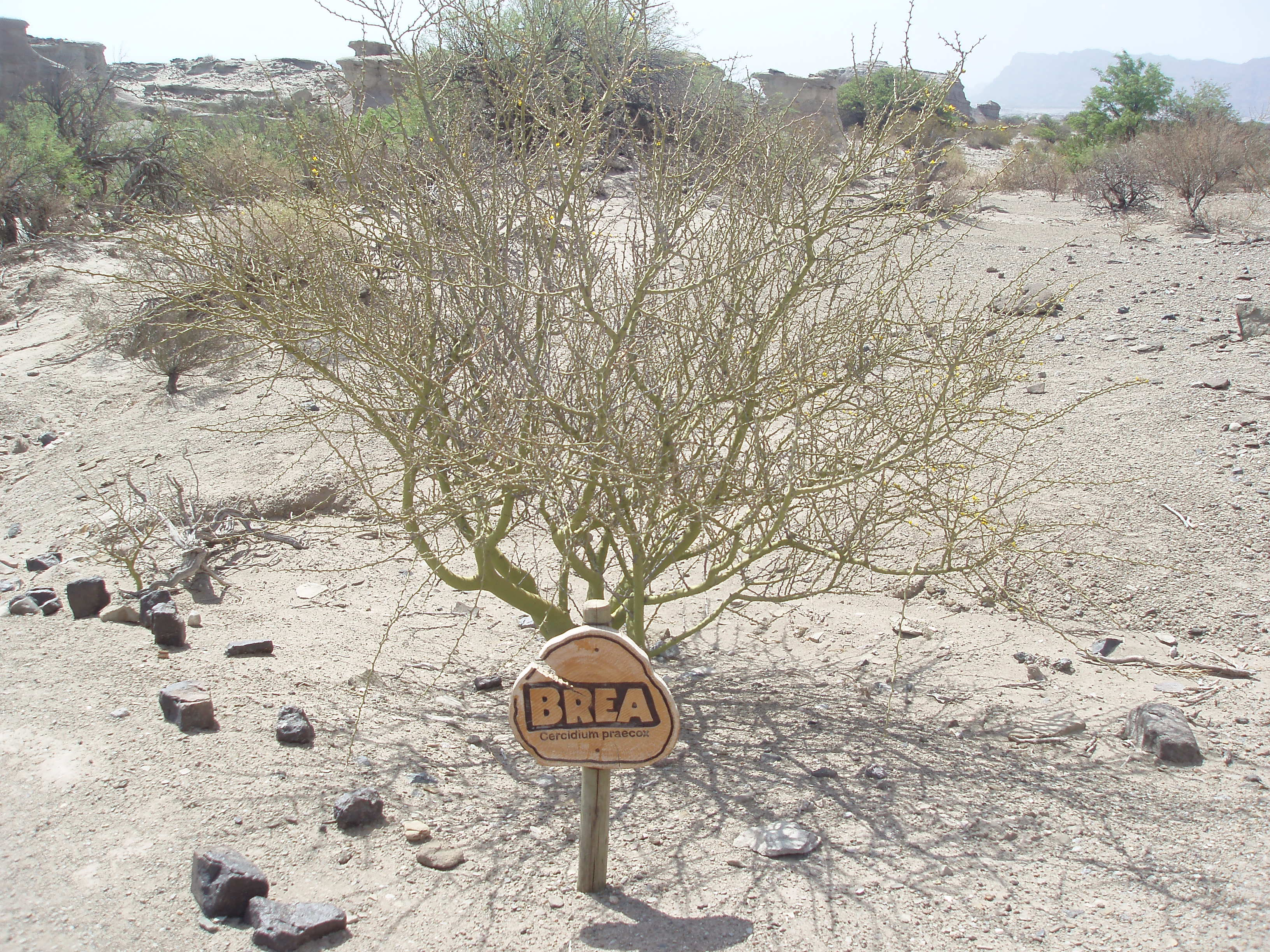
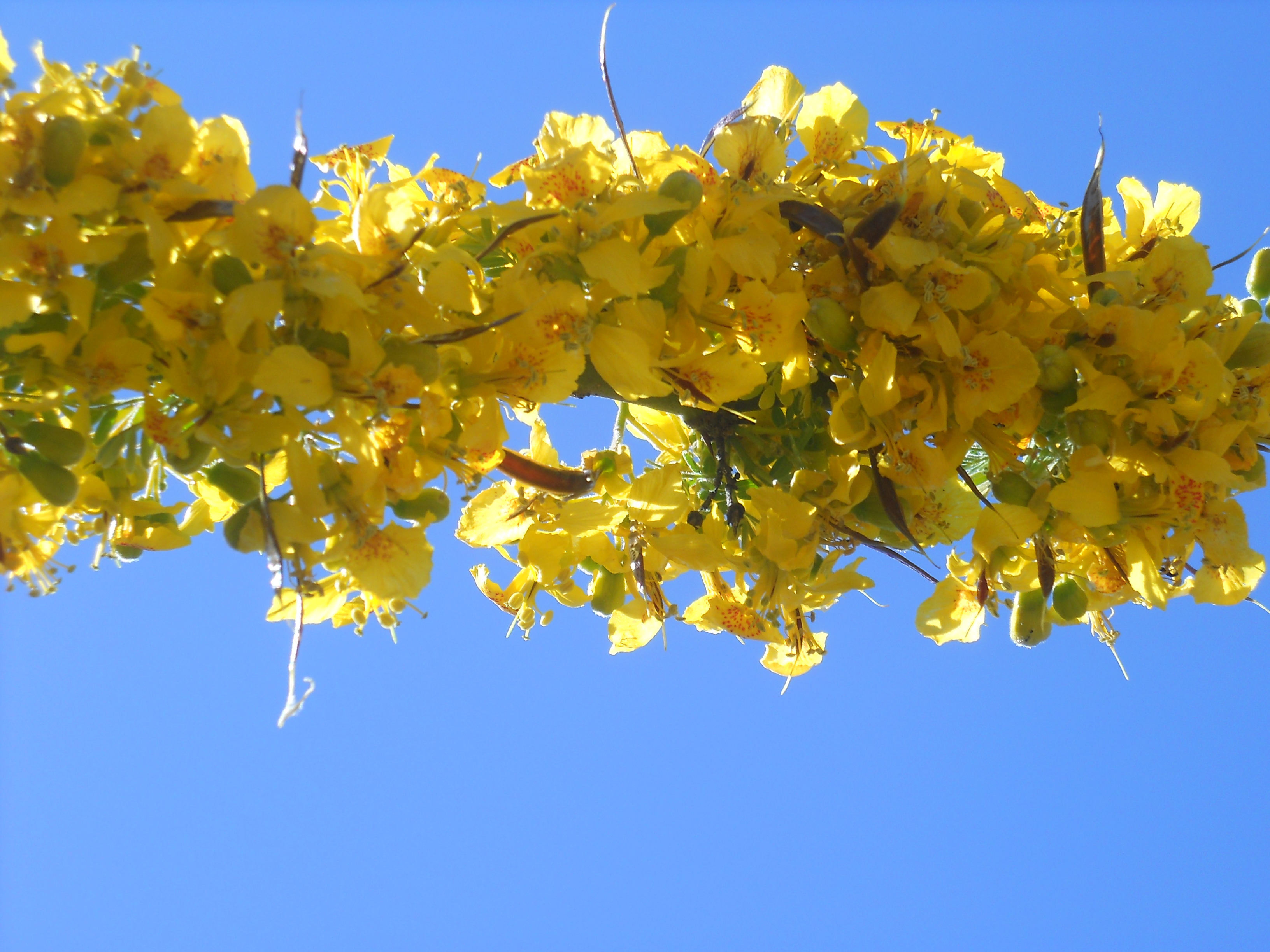